# Johann Gottlieb Siegel
Johann Gottlieb Siegel (* 25. April 1699 in Klosterhäseler; † 9. Dezember 1755 in Leipzig) war ein deutscher Rechtswissenschaftler.

## Leben
Johann Gottlieb war der Sohn des Pastors Johann Georg Siegel (1692–1728) und dessen Ehefrau Amanda Helene Elisabeth, Tochter des Auditeurs bei den Dragonern Johann Gottfried Schuchardt. Er ging nach häuslicher Ausbildung 1714 auf das Gymnasium Illustre Augusteum in Weißenfels und wechselte 1717 an die Universität Leipzig. In Leipzig besuchte er Vorlesungen von Gottfried Polycarp Müller (1685–1747), Lüder Mencke (1658–1726), Johann Christoph Schacher (1667–1720) und Karl Otto Rechenberg (1689–1751).
Für weitere Studien begab er sich an die Universität Wittenberg. Dort waren zu jener Zeit Jakob Karl Spener (1684–1730), Johannes Balthasar Wernher, Christoph Heinrich von Berger, Gebhard Christian Bastineller, Gottfried Ludwig Mencke der Ältere und Michael Heinrich Gribner Lehrer der juristischen Fakultät gewesen. In Wittenberg erwarb er am 29. Juni 1719 das Lizentiat der Rechte und promovierte am 26. August 1720 zum Doktor der Rechtswissenschaften.
1734 wurde er in Leipzig Advokat am sächsischen Oberhofgericht sowie am Konsistorium. Am 9. Februar 1735 wurde er Professor des Lehnrechts an der juristischen Fakultät der Leipziger Hochschule und 1740 Konsulent der Leipziger Kaufmannschaft. Er war 1741 Syndikus der Universität und im Wintersemester 1753/54 Rektor der Alma Mater.
Siegel hatte sich am 19. Mai 1722 in Klosterhäseler mit Anna Catharina, der Tochter des Hof- und Leibarztes in Quedlinburg Jakob Schmidt, verheiratet. Aus dieser Ehe ist der Sohn Georg Gottlieb Siegel (1723–?) als Autor juristischer Schriften bekannt.

## Werke

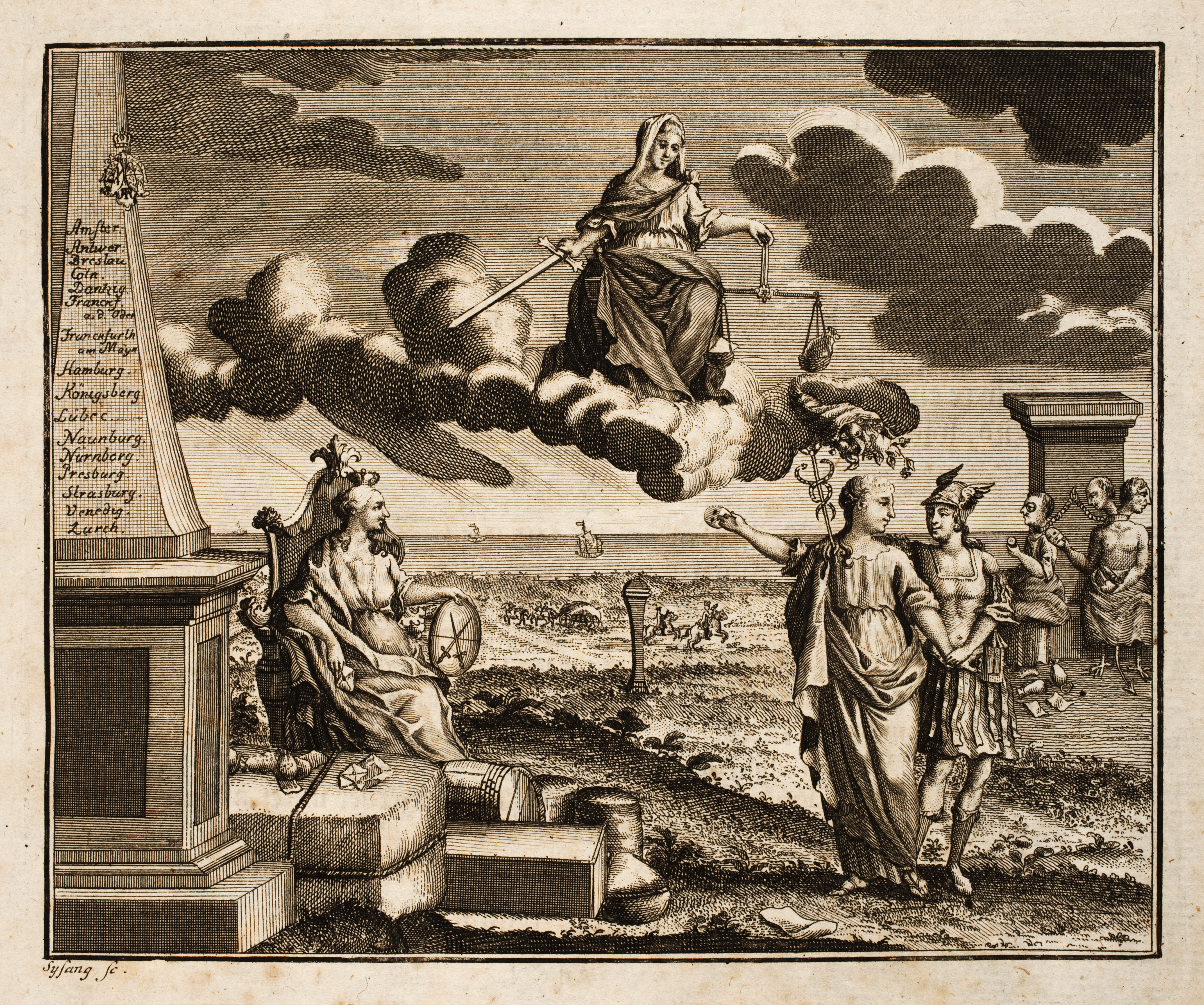
Johann Gottlieb Siegel: Corpus juris cambialis, Leipzig, 1742...1772.

- Diss. (Praes. G. L. Menckenio) de rescissione emtiotionis et venditionis ex tunc et ex nunc (vulgo ut vocant). Leipzig 1719
- Diss. de Indossato reconveniendo. Leipzig 1724
- Diss. de fundamento iudicialis pecuniae deposìtionis in Processu cambiali iure Electorali Saxonico admittendae. Leipzig 1725
- Diss. de creditoribus societatis privatis socii creditoribus non praeferendis. Leipzig 1725
- Progr. an servitus confusione exstinctu fundo serviente rursus alienato reviviscat? Leipzig 1725
- Diss. de legitimo successore hereditatem omitiente actionis funerariae reo. Leipzig 1725
- Diss. de iure congrui in Thuringia; vom Gespielde in Thüringen. Leipzig 1726
- Der vorsichtige Wechsel - Gläubiger. Leipzig 1726 Danach unter dem Titel: Fürsichtiger Wechsel-Gläubiger; das ist: Gründlicher Unterricht, was diejenigen, so ihr Geld auf Wechsel sicher zu verleyhen begehren, sowohl vor, als auch bey, und nach Schliessung des Wechsels zu beobachten haben. – Andere Auflage, welcher viele Anmerkungen und der andere Theil von der Fürsichtigheit, so bey trassirten Wechseln in Obacht zu nehmen, hinzugefüget. Leipzig 1739, Dritte Auflage, mit einigen Anmerkungen herausgegeben von D. Aug. Friedr. Schott, Leipzig 1776
- Diss. de iure pedum: vom Recht der Füsse. Leipzig 1726, 1744
- Diss. de cautione fideicommissorum nomine, praestanda. Leipzig 1728
- Progr. inaug. de litterarum reversalium feudalhim iustitia et nequitate. Leipzig 1735
- Diss. an hypotheca tacita in feudo debito feudali contrahatur? Leipzig 1736
- Diss. prima de litteris feudi reversalibus a simultanee investitis exbibitis; von Lehns - Reversen derer Mitbelehnten. Leipzig 1736, Diss. II. Leipzig 1738
- Diss. de rerum haereditariarum usucapione. Leipzig 1736
- Diss. de testatore suae voluntatis interprete. Leipzig 1737
- Principia iuris feudalis ex iure Imperii, Germanico, Longobardico, atque Electorali Saxonico deprompta, et usui fori accommodata.Leipzig 1738, Editio nova auctior. Leipzig 1746
- Tractatus de litteris investiturarum, von Lehnhbriefen cui varine litterarum investiturarium copiae, variaque praeiudicia novissima in appendice adiecta. Leipzig 1739
- Diss. de arbitrio, ex iuribus Romanis et Germanicis illustrato: von dem Ausspruch derer Schieds – Richter, nach Römisch- und Teutschen Rechten. Leipzig 1739
- Diss. de genuino privilegiorum conceptu. Leipzig 1741
- Diss. de feudo pignoralitio re fundamenti et utilitatis egena: vom Pfand-Lehn, als einer ungegründeten und unnützen Sache. Leipzig 1742
- Corpus iuris cambialis; das ist: Vollständige Sammlung derer auf den vornehmsten Handels - Plätzen, auch anderer Orten in Europa üblichen allerneusten Wechsel-Ordnungen, welchen Herr D, König’s sel. über die Leipziger Wechsel-Ordnung verfertigte Anmerkungen in vielen Stücken geändert und verbessert, auch mit einer grossen Anzahl neuer Praeiudicrorum vermehret; ingleichen ein summarischer Inhalt, zu einer jeden Wechsel - Ordnung gehörig, sowohl auserlesene bey dem Wechsel-Negotio vorgefallene Casus mit denen darüber ertheilten Pareres, auch endlich eine zum Wechsel-Recht überhaupt dienliche Einleitung, worinne vieler Wechsel-Ordnungen eigentlicher Verstand und dunkler Stellen deutliche Erklärung gezeiget wird. 2 Teile. Leipzig 1742
  - Erste Fortsetzung des Corporis iuris cambialis, oder der vollständigen Sammlung der allerneuesten Wechsel- und Handelsgerichtsordnungen, welche der weiland hoch berühmte Hr. Prof. Siegel zu Leipzig in zwey Theilen in öffentlichen Druck gegeben, von Joh. Ludwig Uhl. Leipzig 1758 2. Fortsetzung. Leipzig 1764, 3. Fortsetzung. Leipzig 1771, 4. Fortsetzung. Leipzig 1786 Die auf dem Titel erwähnte Einleitung zum Wechselrecht erschien auch besonders Leipzig 1734, 2. Auflage, unter dem Titel: Einleit. zum Wechselrecht überhaupt, darinnen aus den neuesten in Europa üblichen Wechselordnungen gezogene Sätze nach ihrer natürlichen Ordnung sowohl unterschiedener Wechselgesetze dunkler Stellen deutliche Erklärung, und in Ermangelung der Vorschrift in den Wechselordnungen, aus denen allgemeinen Rechten entlehnte Principia, nebst vielen den usum fori erläuternden Principiis, zu befinden. Leipzig 1751, 3. vermehrte Ausgabe von A. F. Schott, Leipzig 1773
- Diss. de bonis uxoris malitiosae desertricis; vom Vermögen einer Frauen, so den Ehemann böslich verlässet. Leipzig 1743
- Diss. de simultanea investitura, sine consensu Vasalli impetrata: von der Mitbelehnschaft, welche ohne des Lehn - Mannes Einwilligung erlanget wird. Leipzig 1743
- Diss. observationes forenses varii argumenti sistens. Leipzig 1745
- Diss. de feudo foemineo proprio. Leipzig 1745
- Diss. de dolo translationem dominii impediente. Leipzig 1748
- Diss. de divisione feudi successionem fimultanee investitorum non restringente. Leipzig 1748
- Diss. selecta iuris Rigensium cambialis capita explicata, atque observationibus illustrata. Leipzig 1751
- Progr. de iure superficiario reali quidem, ad dominium utile vero haud trahendo. Leipzig 1755
- Diss. de legitima ex feudo petenda. Leipzig 1755
- Progr. de invalida uxoris promissione da iurata SCti Vellejani renunciatione. Leipzig 1754
- Progr. de differentia inter feudum haereditarium in foeminas transitorium et foemineum. Leipzig 1754